# Rioux-Martin

Rioux-Martin este o comună în departamentul Charente, Franța. În 1 ianuarie 2022 avea o populație de 221 de locuitori.